# Liste der Biografien/Raz
Liste der Biografien |
Portal Biografien |
Personensuche
# |
A |
B |
C |
D |
E |
F |
G |
H |
I |
J |
K |
L |
M |
N |
O |
P |
Q |
R |
S |
T |
U |
V |
W |
X |
Y |
Z |
?
 
Ra |
Rb |
Rd |
Re |
Rh |
Ri |
Rj |
Rk |
Rl |
Rm |
Rn |
Ro |
Rr |
Rs |
Rt |
Ru |
Rv |
Rw |
Rx |
Ry |
Rz
 
Raa |
Rab |
Rac |
Rad |
Rae–Rah |
Rai |
Raj |
Rak |
Ral |
Ram |
Ran |
Rao |
Rap |
Raq |
Rar |
Ras |
Rat |
Rau |
Rav |
Raw |
Rax |
Ray |
Raz
Die Liste der Biografien führt alle Personen auf, die in der deutschsprachigen Wikipedia einen Artikel haben. Dieses ist eine Teilliste mit 118 Einträgen von Personen, deren Namen mit den Buchstaben „Raz“ beginnt.

## Raz
- Räz, Fritz (1922–2020), Schweizer Politiker (SVP)
- Raz, Guy (* 1975), US-amerikanischer Hörfunkjournalist und -moderator
- Raz, Joseph (1939–2022), israelischer Philosoph
- Raz, Lior (* 1971), israelischer Schauspieler und DrehbuchautorLior Raz (* 1971)

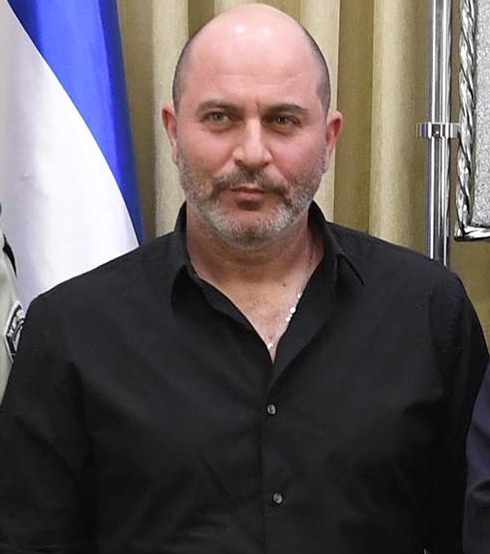
Lior Raz (* 1971)

- Raz, Mosche (* 1965), israelischer Politiker und Friedensaktivist
- Raz, Ran, israelischer Informatiker
- Raz, Wassili (* 1961), ungarisch-sowjetischer Fußballspieler
- Raz-Ma-Taz (* 1970), amerikanischer Rapper

### Raza
- Raza, Ali (1925–2007), indischer Drehbuchautor
- Ráža, Ludvík (1929–2000), tschechischer Filmregisseur und Drehbuchautor
- Raza, Nawabzada Agha Mohammad (1905–1984), pakistanischer Diplomat und Militär
- Raza, Sikandar (* 1986), simbabwischer Cricketspieler
- Razac, Olivier (* 1973), französischer Philosoph
- Razaf, Andy (1895–1973), US-amerikanischer Autor von Songtexten
- Razafimahatratra, Victor (1921–1993), madagassischer Geistlicher, Erzbischof von Antananarivo und Kardinal der römisch-katholischen Kirche
- Razafimanantsoa, Mamy, madagassische Sprinterin
- Razafinarivo, Solo (* 1938), madagassischer Radrennfahrer
- Razafindratandra, Armand Gaétan (1925–2010), madagassischer Geistlicher, Erzbischof von Antananarivo und Kardinal der römisch-katholischen Kirche
- Razafindrazaka, Jérôme (1915–1992), madagassischer Geistlicher, römisch-katholischer Bischof
- Razafinirina, Jean Désiré (* 1975), madagassischer römisch-katholischer Geistlicher, Bischof von Morombe
- Razafitsimialona, Luc Olivier (* 1969), madagassischer Geistlicher, römisch-katholischer Bischof von Tôlagnaro
- Razaiarimalala, Cendrino (* 1978), madagassische Hürdenläuferin
- Razak, Abdul (* 1961), ghanaischer Fußballspieler und -trainer
- Razak, Abdul (* 1992), ivorischer Fußballspieler
- Razak, Aras, indonesischer Badmintonspieler
- Razak, Brimah (* 1987), ghanaischer Fußballtorhüter
- Razak, Rosman (* 1976), malaysischer Badmintonspieler
- Razakarinvony, Raymond (* 1927), madagassischer Geistlicher, Altbischof von Miarinarivo
- Razakarivony, Fulgence (* 1963), madagassischer Ordensgeistlicher, Bischof von Ihosy
- Razali Ismail (* 1939), malaysischer Diplomat
- Razanakolona, Mathieu (* 1986), madagassisch-kanadischer Skirennläufer
- Razanakolona, Odon Marie Arsène (* 1946), madagassischer Geistlicher und römisch-katholischer Erzbischof von Antananarivo
- Razanamalala, Olga (* 1988), madagassische Hürdenläuferin
- Razanamasy, Guy (1928–2011), madagassischer Politiker, Premierminister von Madagaskar
- Ražanauskas, Tomas (* 1976), litauischer Fußballspieler
- Ražanauskienė, Monika (* 1947), litauische Politikerin
- Razani, Gilda (* 1973), deutsch-iranische Musikerin (Saxophon, Theremin), Komponistin und Musikproduzentin
- Razat, Camille (* 1994), französische Schauspielerin und ModelCamille Razat (* 1994)

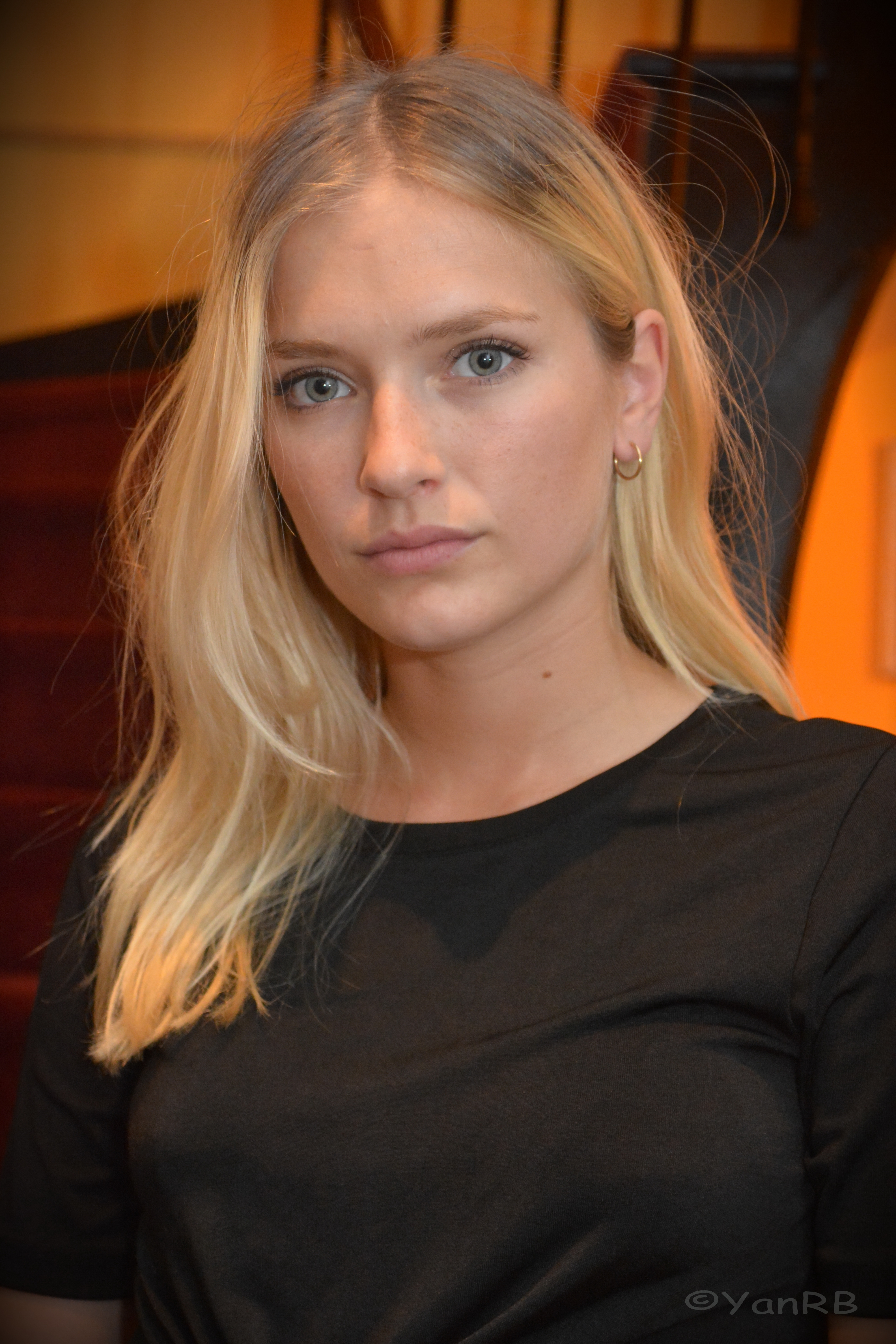
Camille Razat (* 1994)

- Ražauskas, Algirdas (1952–2008), litauischer Politiker
- Razavet, Paul (* 1882), französischer Opernsänger (Lyrischer Tenor) und Gesangspädagoge
- Razavi, Melika (* 1989), iranisch-südafrikanische Schönheitskönigin, Magierin und Pokerspielerin
- Razavi, Mitra, iranisch-deutsche Juristin, Diplomökonomin und Richterin
- Razavi, Nicole (* 1965), deutsche Politikerin (CDU), MdL
- Razayee, Friba (* 1985), afghanische Judoka

### Razb
- Razborcan, Gerhard (* 1960), österreichischer Politiker (SPÖ), Landtagsabgeordneter

### Raze
- Razeek, Ahmed Waseem (* 1994), deutscher Fußballspieler sri-lankischer Abstammung
- Razeghi, Alexander (* 2006), US-amerikanischer Tennisspieler
- Razeghi, Manijeh, iranisch-amerikanische Physikerin und Hochschullehrerin
- Rázek, Antonín (1852–1929), tschechischer Komponist
- Razelli, Kurt, Mashup-Künstler und Webvideoproduzent
- Razenböck, Manfred (* 1978), österreichischer Fußballtorwart und Torwarttrainer

### Razg
- Rázga, Paul (1798–1849), evangelisch-lutherischer Prediger in der Deutschen Evangelischen Kirchengemeinde A.B. zu Preßburg
- Razgalis, Jānis (* 1985), lettischer Mittel- und Langstreckenläufer
- Razgallah, Hachemi (* 1942), tunesischer Handballspieler
- Razgatlıoğlu, Toprak (* 1996), türkischer MotorradrennfahrerToprak Razgatlıoğlu (* 1996)

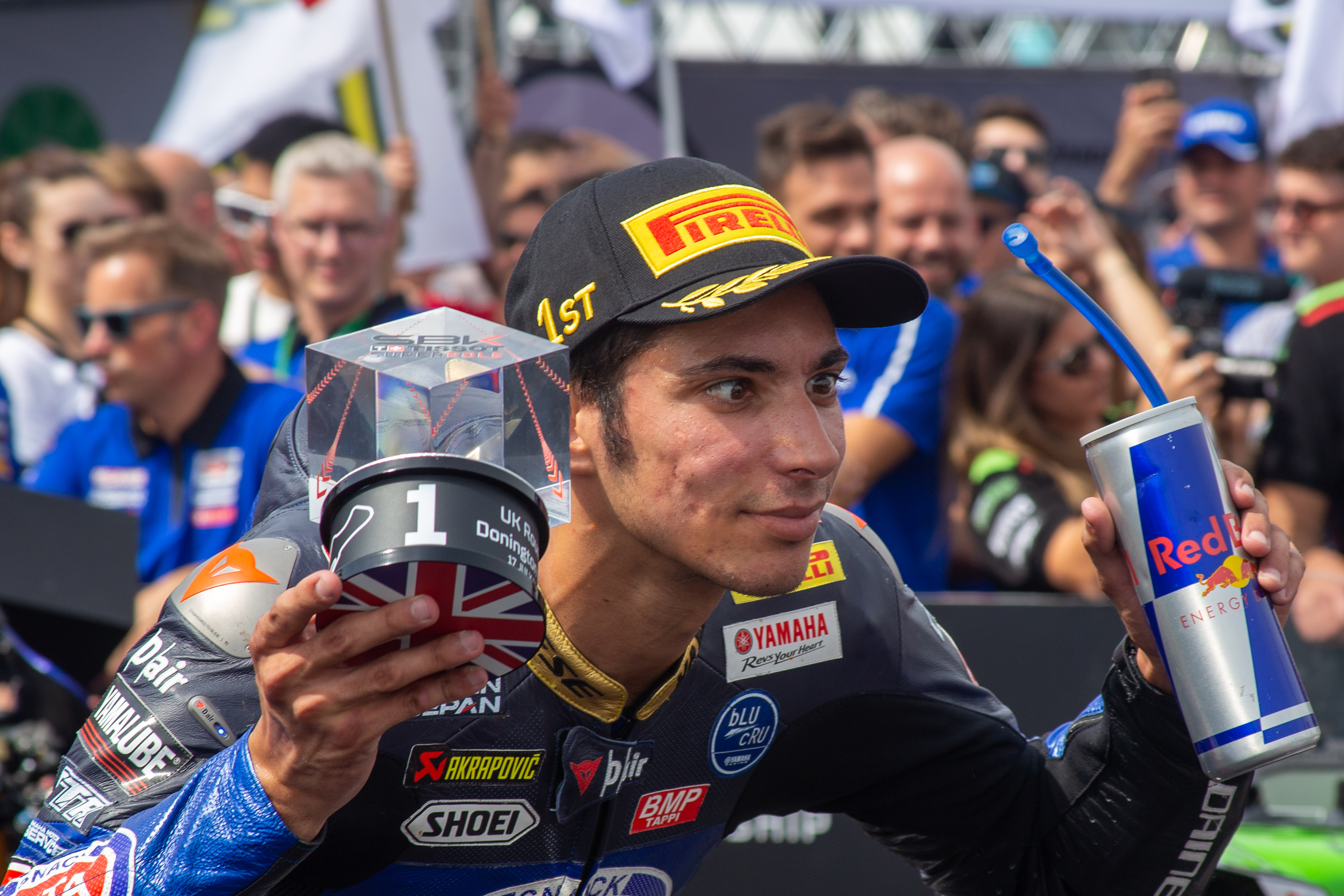
Toprak Razgatlıoğlu (* 1996)

### Razi
- Razi, ar-, arabischer Schachmeister
- Rāzī, Fachr ad-Dīn ar- (1149–1209), persischer sunnitischer Theologe und Philosoph
- Razi, Nadschmuddin Daya († 1256), islamischer Mystiker
- Razi, Yahya ibn Mu'adh ar- († 871), persischer Sufi
- Razia, Luiz (* 1989), brasilianischer Automobilrennfahrer
- Raziah (1205–1240), Sultanin von Delhi
- Razić, Esad (* 1982), bosnisch-schwedischer Fußballspieler
- Raziel, David (1910–1941), zionistischer Untergrundkämpfer, Kommandant der Organisation Irgun Tzwai Le'umi
- Razik, Shahier (* 1977), kanadischer Squashspieler
- Raziki, Assia (* 1996), marokkanische Leichtathletin
- Razilly, Isaac de (1587–1635), französischer Adliger, Vizekönig von Neufrankreich
- Razin, Aharon (1935–2019), israelischer Biochemiker und Molekularbiologe
- Razingar, Tomaž (* 1979), slowenischer Eishockeyspieler
- Razinger, Nika (* 1993), slowenische Skilangläuferin
- Raziq, Ghulam (1932–1989), pakistanischer Hürdenläufer und Sprinter
- Razis, Christopher (* 1989), zypriotisch-deutscher Basketballspieler

### Razl
- Rázlová, Jana (* 1974), tschechische Skilangläuferin
- Rázlová, Jiřina (* 1972), tschechische Biathletin

### Razm
- Razma, Jurgis (* 1958), litauischer Politiker
- Razma, Liudvikas Saulius (1938–2019), litauischer Politiker
- Razma, Madars (* 1988), lettischer Dartspieler
- Razmara, Ali (1901–1951), iranischer Generalleutnant der iranischen Armee und Premierminister von Iran
- Razmi, Anahita (* 1981), deutsche Künstlerin
- Razmi, Jahangir (* 1947), iranischer Fotograf
- Razmislevičius, Darius (* 1980), litauischer Politiker

### Razn
- Ražnatović, Miloš, montenegrinischer Handballschiedsrichter
- Ražnatović, Svetlana (* 1973), serbische Pop- und Folk-Sängerin
- Ražnatović, Željko (1952–2000), serbischer Paramilitär und PolitikerŽeljko Ražnatović (1952–2000)
- Razniewski, Simon, Informatiker

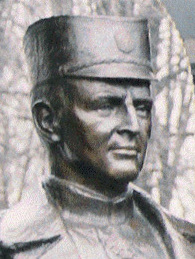
Željko Ražnatović (1952–2000)

- Raznovich, Diana (* 1945), argentinische Schriftstellerin, Theatermacherin und Karikaturistin

### Razo
- Razo († 999), kaiserlicher Hofkaplan, Bischof von Worms
- Razo, Arturo (* 1951), mexikanischer Fußballspieler
- Razon, Goel, jüdischer Sektenguru und Polygamist
- Razon, Jacko (1921–1997), griechisch-israelischer Boxer und Überlebender des Holocaust
- Răzor, Bianca (* 1994), rumänische Leichtathletin
- Razov, Ante (* 1974), US-amerikanischer Fußballspieler
- Rážová, Jarmila (* 1961), tschechische Epidemiologin und Hygienikerin
- Razovsky, Cecilia (1886–1968), Sozialarbeiterin

### Razs
- Rázsó, György (1938–2008), ungarischer Badmintonspieler
- Rázsó, Pál (1933–2021), ungarischer Badmintonspieler

### Razu
- Ražukas, Virginijus (* 1964), litauischer Politiker, Mitglied des Seimas
- Razum, Kathrin (* 1964), deutsche Lektorin und Übersetzerin
- Razum, Oliver (* 1960), deutscher Epidemiologe und Mediziner
- Razumovsky, Dorothea Gräfin (1935–2014), deutsche Publizistin
- Razumovsky, Katharina (* 1961), österreichische KünstlerinKatharina Razumovsky (* 1961)

Katharina Razumovsky (* 1961)

- Rázus, Martin (1888–1937), slowakischer Politiker, Dichter und Pfarrer

### Razv
- Razvalyaeva, Anastasia (* 1986), russische Harfenistin
- Razvozov, Yoel (* 1980), israelischer Politiker

### Razy
- Razým, Aleš (* 1986), tschechischer Skilangläufer
- Razýmová, Kateřina (* 1991), tschechische Skilangläuferin

### Razz
- Razzall, Tim, Baron Razzall (* 1943), britischer Politiker, Jurist und Unternehmer
- Razzano, José (1887–1960), argentinischer Tangosänger und -komponist
- Razzano, Virginie (* 1983), französische Tennisspielerin
- Razzaq, Aminath Nabeeha Abdul (* 1999), maledivische Badmintonspielerin
- Razzaq, Fathimath Nabaaha Abdul (* 1999), maledivische Badmintonspielerin
- Razzazi, Kardo (* 1985), schwedischer Schauspieler
- Razzell, Alf (1897–1995), britischer Veteran des 1. Weltkriegs
- Razzetti, Alberto (* 1999), italienischer Schwimmer
- Razzi, Antonio (* 1948), italienischer Politiker, Mitglied der Camera dei deputati
- Razzi, Fausto (1932–2022), italienischer Komponist
- Razzi, Giulio (1904–1976), italienischer Komponist, Dirigent und Programmdirektor
- Razzi, Serafino (1531–1611), italienischer Komponist
- Razzoli, Giuliano (* 1984), italienischer Skirennläufer